# Barrancoueu
Barrancoueu (okzitanisch Barrancoèu) ist eine französische Gemeinde mit 38 Einwohnern (Stand 1. Januar 2022) im Hautes-Pyrénées in der Region Okzitanien (vor 2016: Midi-Pyrénées). Sie gehört zum Arrondissement Bagnères-de-Bigorre und zum Kanton Neste, Aure et Louron.
Die Einwohner werden Barrancouais und Barrancouaises genannt.

## Geographie
Barrancoueu liegt circa 23 Kilometer südöstlich von Bagnères-de-Bigorre in der historischen Provinz Quatre-Vallées.
Umgeben wird Barrancoueu von den drei Nachbargemeinden:
|         |                                             | Arreau |
| Ancizan | Kompassrose, die auf Nachbargemeinden zeigt |        |
|         | Cadéac                                      |        |

Barrancoueu liegt im Einzugsgebiet des Flusses Garonne.
Der Ruisseau de Barrancoueu, an seinem Oberlauf auch Ruisseau de Lahourets genannt, ist ein Nebenfluss der Neste und durchquert das Gebiet der Gemeinde.

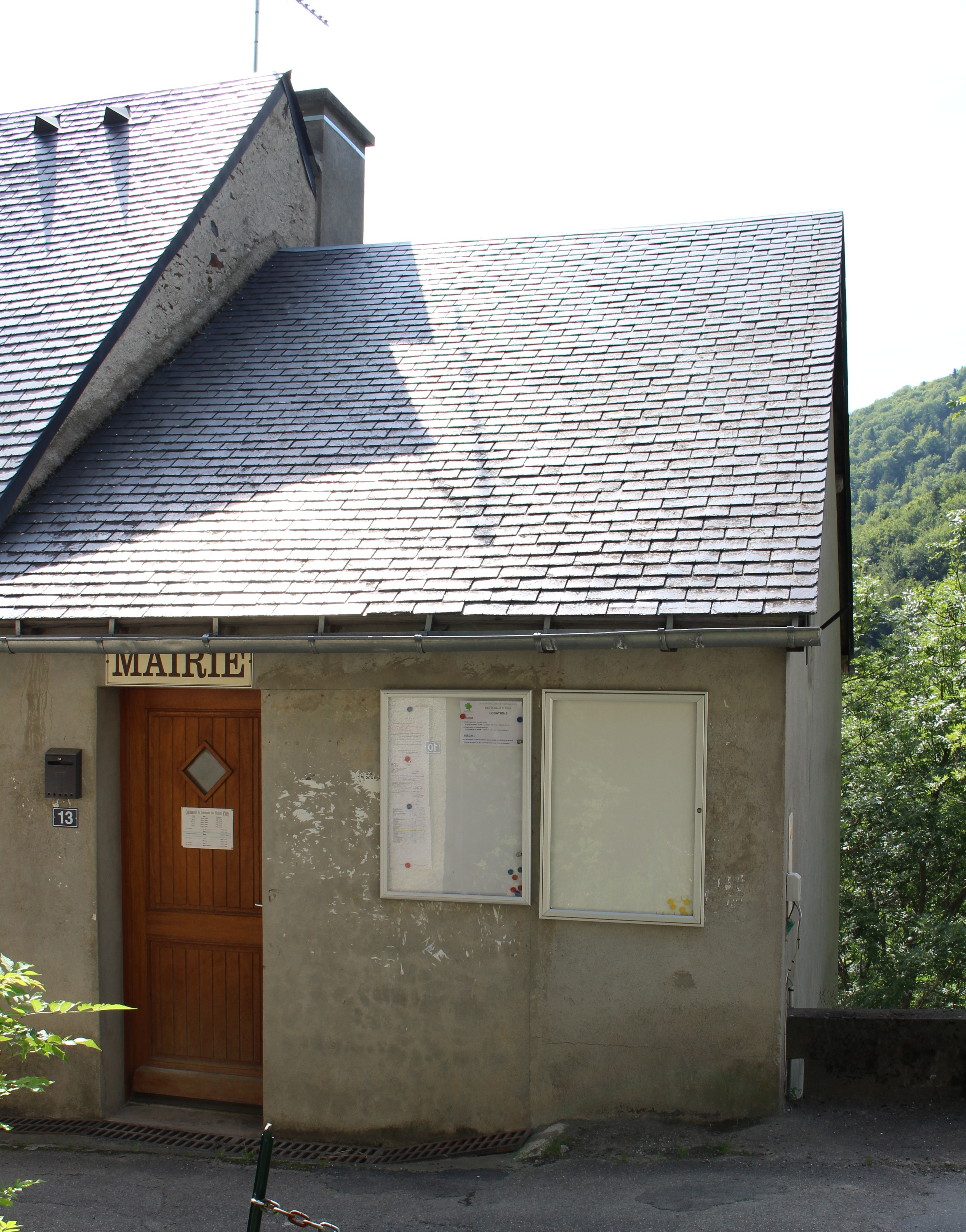
Bürgermeisteramt (Mairie) von Barrancoueu

## Toponymie
Der okzitanische Name der Gemeinde heißt Barrancoèu. Es hat seinen Ursprung im Wort barranco, das in den Pyrenäen und auf der gesamten Iberischen Halbinsel im Sinne von „Schlucht, Gebirgsbach“ anzutreffen ist. Dies passt auch zur geografischen Lage der Gemeinde.
Der Spitzname der Gemeinde lautet Eths tistalhèrs (deutsch die Korbflechter). Dies ist ein Hinweis darauf, dass die Bewohner neben der Rinderzucht auch die Herstellung von Körben betrieben.
Toponyme und Erwähnungen von Barrancoueu waren:
- R. de Barrancue und Raimundus de Barrancuel (1238–1239, Dokumente aus Bonnefont),
- de Barrancuello (1387, Kirchenregister des Comminges),
- Barancoüau (1767, Larcher, Kopialbuch des Comminges),
- Barranqueau (1750, Karte von Cassini),
- Barranquau (1790, Département 1),
- Baranqueau (1790, Département 2),
- Barrancouen (1793, Notice Communale),
- Barrangueau (1801, Bulletin des lois).[3][4][5]

## Einwohnerentwicklung
Nach Beginn der Aufzeichnungen stieg die Einwohnerzahl bis zur Mitte des 19. Jahrhunderts auf einen Höchststand von rund 130. In der Folgezeit sank die Größe der Gemeinde bei kurzen Erholungsphasen bis zu den 1980er Jahren auf rund 20 Einwohner und konnte sich seitdem auf einem Niveau von rund 30 Einwohnern stabilisieren.
| Jahr      | 1962 | 1968 | 1975 | 1982 | 1990 | 1999 | 2006 | 2011 | 2022 |
| --------- | ---- | ---- | ---- | ---- | ---- | ---- | ---- | ---- | ---- |
| Einwohner | 42   | 28   | 25   | 21   | 30   | 36   | 32   | 33   | 38   |

## Sehenswürdigkeiten

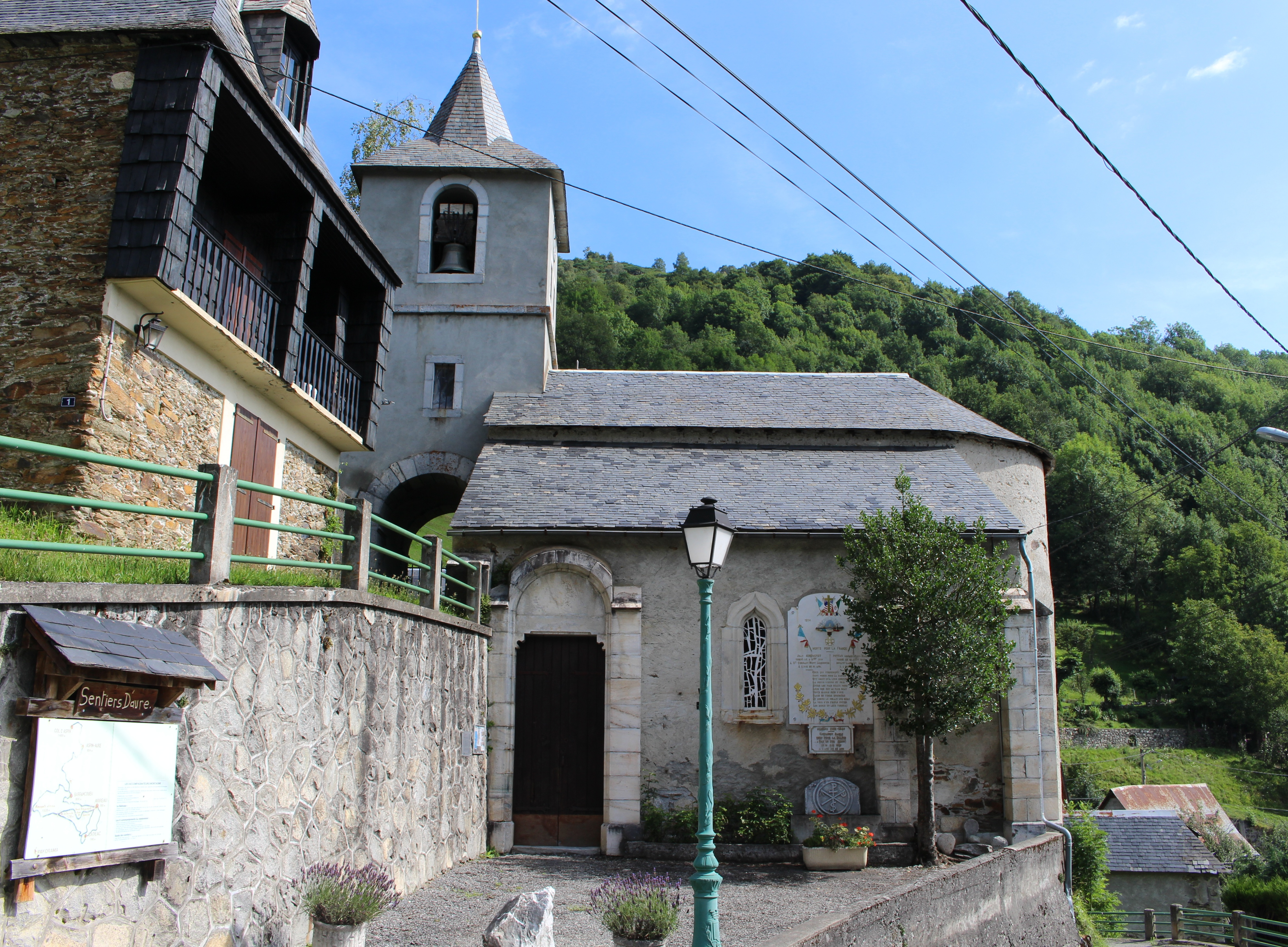
Pfarrkirche Saint-Martin

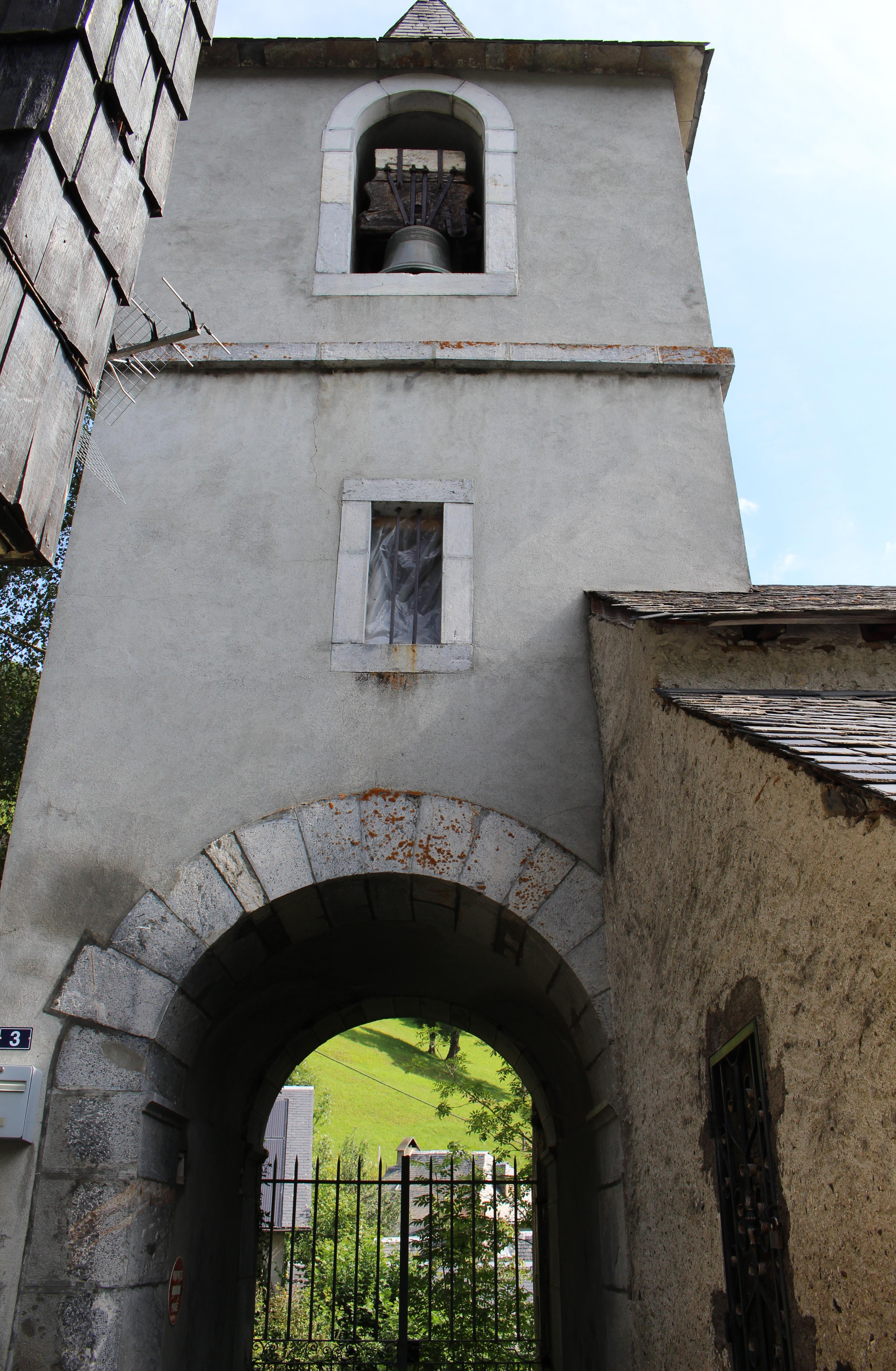
Glockenturm

### Pfarrkirche Saint-Martin
Die Gemeinde war Zweiggemeinde von Arreau bis 1860 und anschließend betreute ein Vikar die Gemeinde. Aus der romanischen Zeit sind bei der Kirche die halbrunde Apsis und ein Tympanon mit Christusmonogramm erhalten geblieben. Die ersten bedeutenden Umbauten fanden am Ende des 16. Jahrhunderts statt mit dem Anbau eines Seitenschiffs mit Kreuzrippengewölbe auf der Nordseite, wie die Jahreszahl „1589“ auf einem Schlussstein belegt. Außerdem ersetzte ein Glockenturm den früheren einfachen Glockengiebel. Im Jahre 1869 entschied die Gemeinde, die Kirche vergrößern zu lassen und beauftragte den Architekten Verdier aus Arreau. Jedoch zwangen finanzielle Probleme zum vorläufigen Abbruch des Projekts. Im Jahre 1877 legten die bischöflichen Architekten Durand und Simian neue Pläne vor, die den Bau eines südlichen Seitenschiffs mit Kreuzrippengewölbe, eines neuen Eingangs und eines außenliegenden Treppenturms zum Zugang zum Glockenturm vorsahen. Die Arbeiten wurden im Juni 1880 abgeschlossen, die Abnahme erfolgte im August 1882. Die Einrichtung der Kirche wurde teilweise erneuert, beispielsweise mit dem Kauf von drei Altären aus weißem Marmor im Juli 1880.
Das Hauptschiff ist mit einem Tonnengewölbe. der Chor mit einem Kesselgewölbe ausgestattet. Aufgrund des Geländes, auf dem die Kirche steht, wurde der Glockenturm im westlichen Teil auf dem Hang oberhalb des Kirchengebäudes errichtet. Der Eingang befindet sich in seinem Erdgeschoss. Er ist mit einem polygonalen Helm gedeckt.
Verschiedene Ausstattungsgegenstände sind als Monument historique klassifiziert oder eingeschrieben:
- eine Kasel, eine Stola, ein Manipel und ein Kelchvelum aus dem 18. Jahrhundert,
- zwei Kollektenteller aus Kupfer aus dem 16. Jahrhundert,
- ein Ziborium aus Silber aus dem 17. Jahrhundert,
- ein Kreuz aus Silber aus dem 17. Jahrhundert,
- ein Reliquiar aus Silber aus dem 17. Jahrhundert,
- eine Statuette aus bemaltem und vergoldetem Holz aus dem 16. Jahrhundert mit der Darstellung Marias und
- eine Statuette aus bemaltem und vergoldetem Holz aus dem 16. Jahrhundert mit der Darstellung Johannes des Täufers.[8]

## Wirtschaft und Infrastruktur

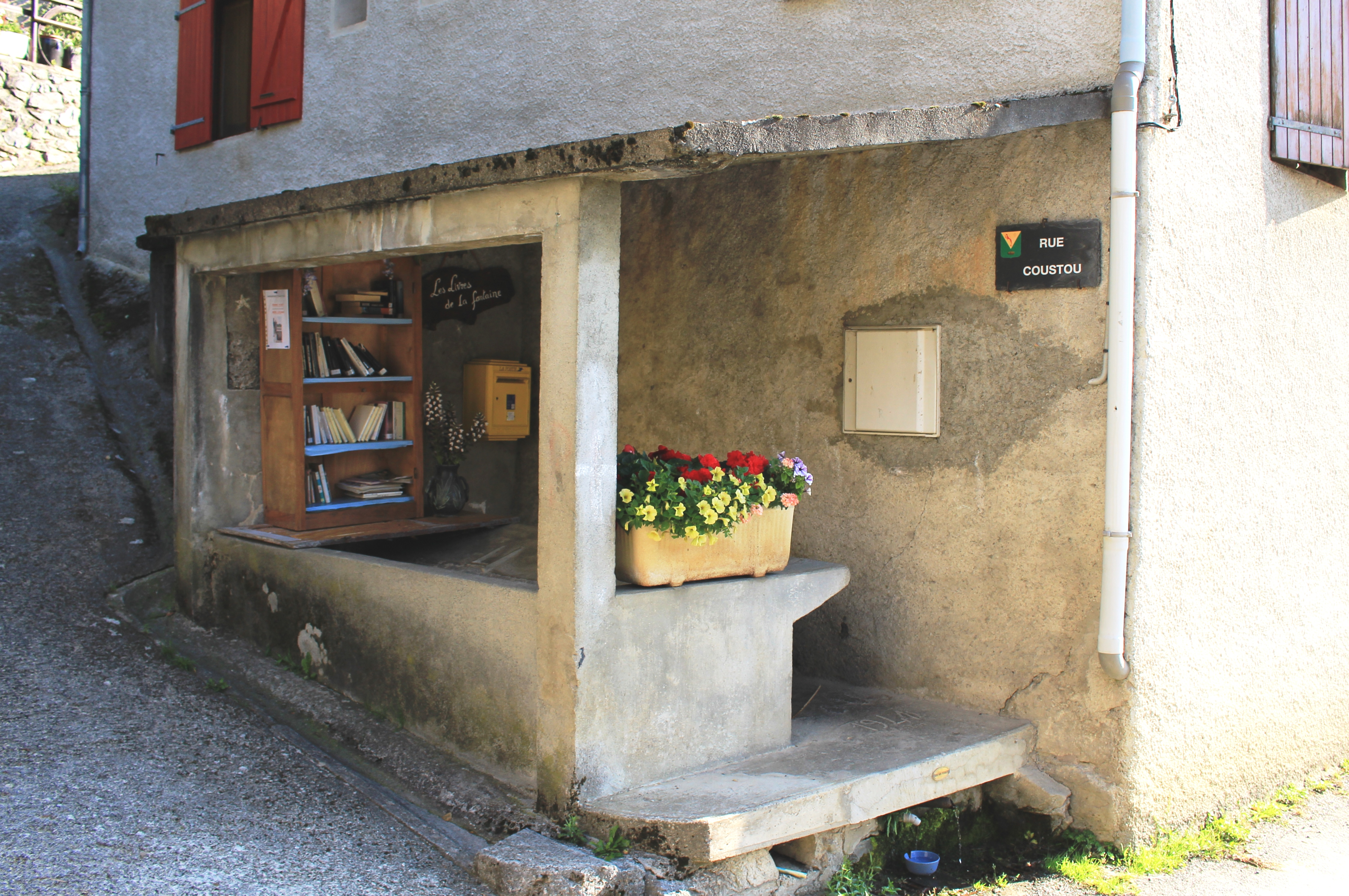
Lavoir

Barrancoueu liegt in den Zonen AOC der Schweinerasse Porc noir de Bigorre und des Schinkens Jambon noir de Bigorre.

### Verkehr
Barrancoueu ist erreichbar über die Route départementale 112, die in Barrancoueu endet.